# Ню Бояна Филм Студиос
Вижте пояснителната страница за други значения на Бояна.
„Ню Бояна Филм Стюдиос“ (Nu Boyana Film Studios) е филмова компания в София.
Тя е правоприемник на Студията за игрални филми „Бояна“ и „Бояна филм“ ЕАД. Нейната основна дейност е производство на кино- и видеофилми, други аудио-визуални произведения и всякакви съпътстващи ги производства и услуги.

## История
Дружеството е създадено през 1962 г. под името Студия за игрални филми „Бояна“ като държавно предприятие за производство на филми. След икономическите промени в България от 1989 г. студията се трансформира под различни форми. С акт за преобразуване на СИФ „Бояна“, Студия за анимационни филми (САФ) „София“ и ДП „Обработка на филми“ се образува търговско дружество „Бояна филм“ ЕАД, София, регистрирано като еднолично акционерно дружество със 100% държавна собственост от 1994 г. Правата на собственост се упражняват от Министерския съвет чрез министъра на културата.
През 2001 г. започва процедура по приватизация на дружеството. Основният капитал възлиза на 470 хил. лв. Новото дружество се регистрира под името „Ню Бояна филм“ АД.

## Продукция
До 1989 г. „Бояна филм“ е най-голямата продуцентска къща на Балканите: с 20 игрални, 25 телевизионни и 50 анимационни филма годишно. След 1990 г. се произвеждат от 2 до 5 филма годишно. Силният спад във филмопроизводството довежда до сериозни финансови затруднения и невъзможност на дружеството да се навакса техническата и технологичната изостаналост на базата. По-голямата част от техниката и съоръженията, закупени преди 1986 г., са физически и морално остарели. Качественият скок в новите цифрови аудио и визуални технологии налага като основен приоритет инвестирането в нови технологии.
След 1997 г. постепенно започват да се привличат за снимки чуждестранни продукции, чийто брой през 2000 г. достига до 15. Те са привлечени от подобрените условия чрез инвестиции в инфраструктура и техника, атрактивна цена и качество на предоставяните услуги. Положително влияние оказват и природните дадености на България. Студията успява да се възползва от геополитическата и икономическата ситуация на Балканите и привлича чуждестранни партньори от САЩ, Италия, Франция, които до 1990 г. са реализирали продукциите си в бивша Югославия. За клиенти са привлечени и продукции от Сърбия и Северна Македония. В същото време „Бояна“ подкрепя и българското кинопроизводство, като за периода 1997 – 2001 г. е копродуцент на 9 от 11 произведени игрални филми. За 9 години от новата си история филмовата лаборатория се превръща в печеливша компания.

### Телевизионни филми
- „На всеки километър“ (1969)
- „Демонът на империята“ (1971)
- „Адаптация“ (1979)
- „Пътят към София“ (1979)
- „Войната на таралежите“ (1979)
- „Записки по българските въстания“ (1981)
- „Капитан Петко войвода“ (1981)
- „Нощем с белите коне“ (1985)
- „Большая игра“ (1988)

### Игрални филми
- „Наковалня или чук“ (НРБ/ГДР/СССР 1972)
- „Хан Аспарух“ (1981)
- „Господин за един ден“ (1983)
- „Време разделно“ (1987)
- „Вчера“ (1988)